# Hanson (condado de Plymouth)
Hanson es un lugar designado por el censo ubicado en el condado de Plymouth en el estado estadounidense de Massachusetts. En el Censo de 2010 tenía una población de 2.118 habitantes y una densidad poblacional de 390,53 personas por km².

## Geografía
Hanson se encuentra ubicado en las coordenadas 42°3′54″N 70°50′59″O / 42.06500, -70.84972. Según la Oficina del Censo de los Estados Unidos, Hanson tiene una superficie total de 5.42 km², de la cual 4.79 km² corresponden a tierra firme y (11.65%) 0.63 km² es agua.

## Demografía
Según el censo de 2010, había 2.118 personas residiendo en Hanson. La densidad de población era de 390,53 hab./km². De los 2.118 habitantes, Hanson estaba compuesto por el 97.26% blancos, el 0.47% eran afroamericanos, el 0.05% eran amerindios, el 0.71% eran asiáticos, el 0% eran isleños del Pacífico, el 0.52% eran de otras razas y el 0.99% pertenecían a dos o más razas. Del total de la población el 1.23% eran hispanos o latinos de cualquier raza.